# Vrgineers
Vrgineers, Inc., odštěpný závod je český odštěpný závod americké firmy Vrgineers, Inc. Zabývá se vývojem a prodejem technologií v oblasti virtuální a smíšené reality. Jejími hlavními produkty jsou headsety, které společně se simulátory využívá především pro trénink pilotů.

## Firma
Vrgineers vzniklo v roce 2017, kdy ji založil Marek Polčák, současný[kdy?] CEO firmy společně s Etnetera Group. 
Věnují se především výrobě VR brýlí pro letecké simulátory nebo trénink pilotů formule 1.
Mezi nejvýznamnější klienty patří NASA, ESA, BAE Systems, Lockheed Martin, US Air Force, Bohemia Interactive, Airbus Defence&Space, United State Navy či KLM.
Nabízejí také řešení na míru přímo podle potřeb zákazníka, včetně instalace a školení.

## Produkty
Kromě tréninku samotných pilotů se firma zaměřuje i na spolupráci pilota s kopilotem, střelcem, až po koordinaci celých letek. Produkty jsou vyvíjeny ve spolupráci s profesionálními piloty a instruktory. Na simulátorech, které se využívají v kombinaci s headsety, lze trénovat na vrtulová, ale i sonická a nadzvuková letadla i helikoptéry.[zdroj?]
Piloti mohou využít simulace v replice kokpitu stíhačky F-16 na vyvýšené platformě, která díky hydraulickému systému velmi realisticky dokáže simulovat reálný let.[zdroj?]

## Spolupráce
Firma získala jako první český startup 132milionovou investici od tchajwanské firmy Taiwania Capital. Dále se na investici podílely i Y Soft Ventures, Nation1 nebo Somnium Space. V minulosti také investovali čeští podnikatelé Josef Průša a Daniel Vávra.